# Juan de Marcos González
Juan de Marcos González (La Habana, Cuba, 29 de enero de 1954) es un músico y productor musical cubano. Según sus propias palabras, tiene una meta propia para su vida: mostrar la calidad, diversidad y vitalidad de la música cubana al mundo. Ha realizado trabajos con grandes grupos y artistas como Afro-Cuban All Stars, Buena Vista Social Club, Rubén González, Ibrahim Ferrer, Sierra Maestra y otros extraordinarios músicos para introducir la música cubana en todo el mundo.

## Biografía
Juan de Marcos González nació en La Habana en 29 de enero de 1954 y creció rodeado por la música. Su padre era cantante y tocaba en el Septeto Boston con Arsenio Rodríguez, entre otros. Estudió guitarra en el conservatorio de La Habana y tuvo clases particulares con Vicente González y Leopoldina Núñez, además de armonía contemporánea y dirección de orquesta. Después, en la universidad, se cambió para estudiar ingeniería hidráulica y aprender ruso e inglés. Luego trabajó como consultor del Instituto de Ciencia Agrónoma, obteniendo su doctorado en 1989.
En 1976, mientras estudiaba en la universidad, cofundó el grupo Sierra Maestra. Catalogado como un septeto cubano tradicional, tenía como fin provocar una apreciación del son cubano. La banda logró grandes éxitos y grabó 14 discos en Cuba, África y Europa, realizando varias giras y recibiendo el reconocimiento internacional.

## Su trabajo
Juan de Marcos González es un organizador de espectáculos y presentador, más que un músico o cantante. Es innegable la gran calidad de los espectáculos que produce. En estos conciertos se limita a presentar, interactuar con el público y tocar el tres cubano o algún instrumento de percusión.
En 1994, la banda Sierra Maestra firmó con el sello discográfico World Circuit, bajo el cual la agrupación grabó y lanzó “Dundunbanza”. Nick Gold, que trabajaba en World Circuit, alentó al grupo a incluir piano, congas y trompetas para hacer un tributo al estilo de los años cuarenta y cincuenta de Arsenio Rodríguez. Habiendo encontrado el éxito, Juan de Marcos y Gold buscaron el desarrollo del estilo de big band grabando en La Habana con las olvidadas estrellas de la edad de oro de la música cubana, los Afro-Cuban All Stars. “A toda Cuba le gusta” fue el primer disco que se grabó con buena parte de la banda que más tarde sería mundialmente conocida como Buena Vista Social Club.
Su trabajo con los Afro-Cuban All Stars ha sido nominado a un Grammy y la agrupación ha sido aclamada por la revista de jazz Down Beat por su continua excelencia.
Juan de Marcos ha participado en el auge comercial de la música tradicional cubana a nivel mundial. Dicho auge surgió en gran medida a partir del documental Buena Vista Social Club, estrenado en 1999 y dirigido por el cineasta alemán Win Wenders. De Marcos participó en este proyecto como consultor artístico y, además, presentó y dirigió los conciertos de la banda en Ámsterdam, New York y, posteriormente, también en México.
Tras este éxito, De Marcos continuó su trabajo girando con los Afro-Cuban All Stars y también con Rubén González Ensemble.
De Marcos ha seguido buscando promesas y nuevas ideas para la música cubana, la cual está evolucionando de una manera sorprendente. En 2005 inauguró dos novedosas productoras: DM Ahora! Y GG & LL.

Nominaciones y premios
•Nominado a los premios Grammy
•Nominado al Billboard Latino 
•Ganador del primer WOMEX Award (junto a Nick Gold en el año 1999)
Discografía
•Dundumbanza (World Circuit, 1994) - Sierra Maestra. Trabajo de Arreglos, Director musical, Músico y Productor.
• Tibiri Tabara (World Circuit, 1997) - Sierra Maestra. Músico y Arreglista.
• Buena Vista Social Club (World Circuit, 1997) – Buena Vista Social. Club. A & R, Director Musical, Arreglos, Músico. (Grammy Award 1998)
• A toda Cuba le gusta (World Circuit, 1997) - Afro-Cuban All Stars. Director Musical, Músico, Arreglos. (Nominado al Grammy) 1998)
• Distinto, Diferente (World Circuit, 1999) - Afro-Cuban All Stars. Director Musical, Músico, Arreglos. (Nominación al Billboard Latino 2000)
• Introducing Ruben González (World Circuit, 1997) - Ruben González. Director Musical, Arreglos.
• Buena Vista Social Club Presents Ibrahim Ferrer - Ibrahim Ferrer (Circuito Mundial, 1999) - Ibrahim Ferrer. A & R, Arreglos. (Nominación al Grammy en 2000, Grammy Latino 2000)
• Buena Vista Social Club Presents Omara Portuondo - Omara Portuondo (World Circuit, 2000) - Omara Portuondo. Arreglos. ( Nominación al Grammy y Grammy Latino)
- Datos: Q1360997
- Multimedia: Juan de Marcos González / Q1360997